# Estudio trascendental n.º 4

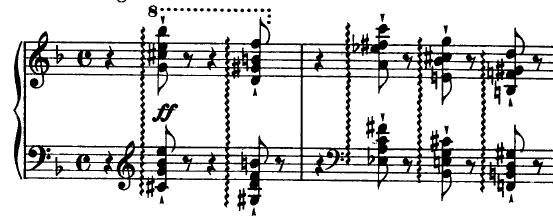
Inicio del Estudio Trascendental n.º 4, "Mazeppa".

El Estudio trascendental n.º 4, "Mazeppa" en Re menor es el cuarto de los doce Études d'exécution transcendante de Franz Liszt; va precedido por el n.º 3, Paysage y es seguido por Feux follets. Liszt se inspiró en un poema de Victor Hugo titulado homónimamente, Mazeppa. En él se narra la historia de un escudero ucraniano llamado Iván Mazepa, que es atado encima de un caballo al que se libera y parte al galope, lo que desemboca en una situación crítica para ambos. Finalmente, Ivan Mazepa es coronado rey. 
En el año 1840 se publicó una versión anterior (S.138) de esta pieza de Liszt. Sin embargo, estaba basada en el cuarto estudio de los Douze Grandes Études (S.137), de ahí que sean más parecidas en la forma a la última versión publicada. 

## Forma
Este estudio tiene algunas partes claramente diferenciadas, separadas casi invariablemente por imponentes progresiones de octavas dobles. Tras una breve introducción, se presenta el tema principal en octavas acompañadas por una ráfaga de terceras en la zona central del teclado que dan la impresión de ser un caballo en pleno galope en medio de una nube de polvo. Justo después, el tema principal vuelve con un carácter más fino. Al finalizar una tempestuosa escala natural menor en octavas aparece un Lo stesso tempo. En él la mano izquierda toca una versión del modificada del tema con acordes arpegiados, mientras que la derecha hace majestuosos arpegios en intervalos bastante amplios hacia arriba y hacia abajo en el teclado. 
Un Il canto espressivo ed appassionata assai sigue inmediatamente y en él resurge el tema principal; esta vez acompañado de terceras repetidas en ambas manos, además de una escala cromática en la mano izquierda. 
Sin embargo, es en la sección Animato cuando se puede apreciar con mucha más claridad la vuelta del tema inicial, a pesar de que lo hace de una manera mucho más discreta y tranquila, en relación con el deteriorado estado físico del caballo. Inesperadamente, el equino, en un nuevo estallido de energía, galopa una vez más y más rápido que nunca antes, sección identificada con un tempo allegro deciso, una parte que es una auténtica proeza pianística en la cual se interpreta una variación del tema original a una velocidad verdaderamente increíble. 
Como colofón, Liszt se sirve de un grandioso coda para representar su propia interpretación del último verso del poema de Victor Hugo: "Il tombe, et se relève roi !" (francés: "Cae para levantarse rey" o "Cae y se levanta rey").

## Dificultades técnicas

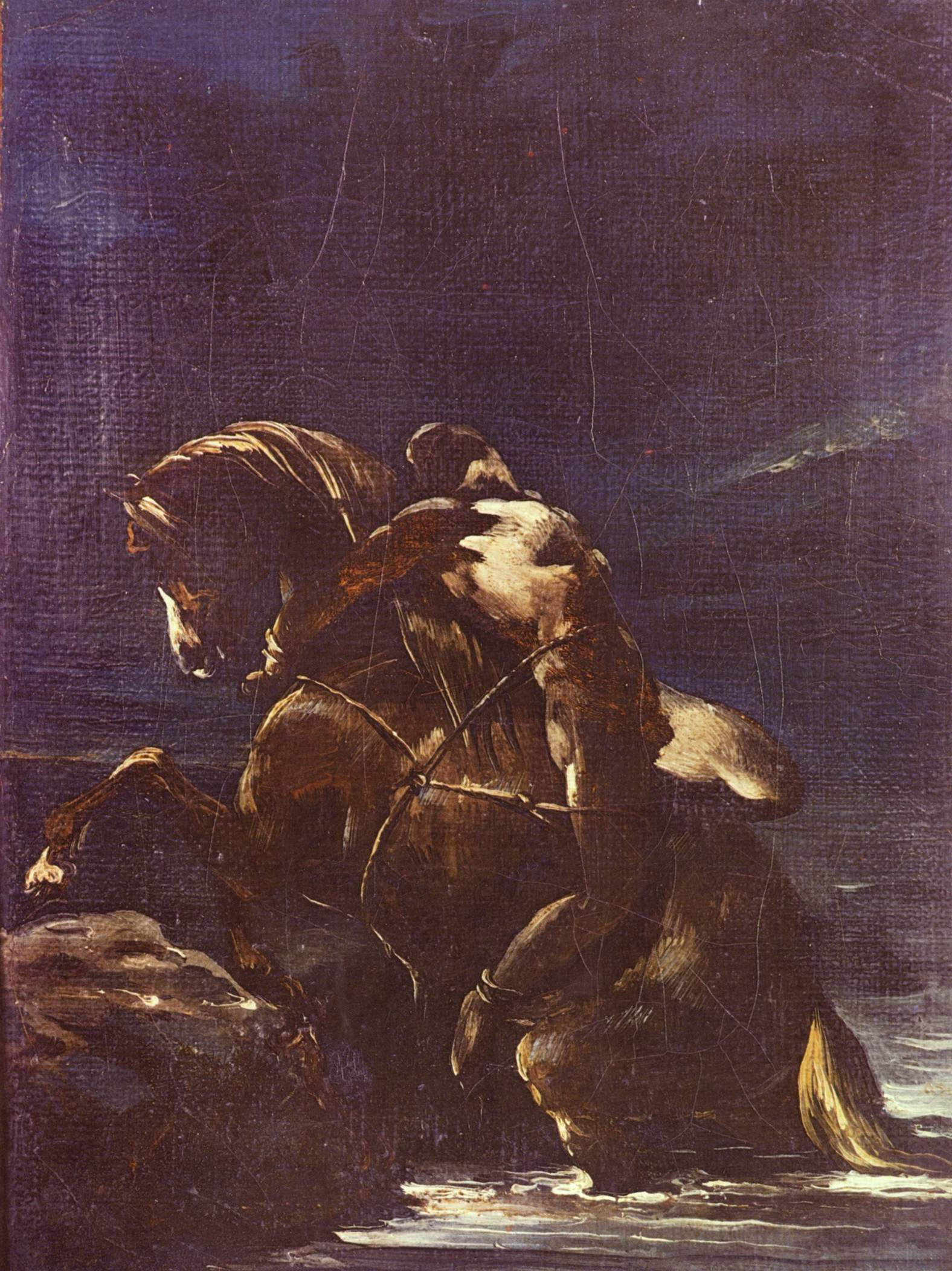
Der Page Mazeppa, pintura de Théodore Géricault, hacia 1820.

La palabra “trascendental” en este contexto, significa “de extrema dificultad”. Si bien los doce estudios poseen enormes dificultades técnicas, físicas e interpretativas, las dificultades de Mazeppa son descomunales en todos los sentidos. Requiere un dominio absoluto del teclado, una enorme resistencia física y talento para la interpretación. En este sentido, cabe destacar la parte central y la coda, donde, para producir el efecto dramático que demanda Liszt,  el intérprete se ve obligado a contener la furia de la ejecución para dar lugar súbitamente a momentos de reposo o bien de silencio absoluto. Junto con “Fuegos Fatuos” y “Tormenta de Nieve”, es considerado como una de las piezas para piano solo más difíciles de toda la historia del piano. 
Además, Liszt, siguiendo su costumbre, indicó una digitación más bien extraña. Por ejemplo, las sucesivas y ágiles terceras del comienzo deberían tocarse únicamente con los dedos índice y anular, alternando las manos cada dos intervalos. Esta digitación dificulta la velocidad de interpretación; es más difícil que cambiar del pulgar y el corazón en el primer intervalo al índice y al anular en el segundo. Por este motivo, no todos sus intérpretes prefieren hacer caso de esta digitación. 
Por otro lado, Liszt lo indicó de esta manera por unos propósitos específicos, pues así, la sensación que da es más parecida a un caballo, pues evita el legato y una mayor expresividad y aumenta la fuerza en los dedos dos y cuatro. Es digno de mención decir que en las primeras versiones de Mazeppa iban marcadas con un staccatissimo.